# Hotel i kavana Central u Splitu
Hotel i kavana Central su dva objekta koji čine jednu zgradu u Splitu, Hrvatska, na adresi Narodni trg.
U zgradi je oko 1780. otvorena najstarija kavana u Splitu. Zgrada je mijenjala imena i vlasnike, a bila je središte društvenog, kulturnog i političkog života Splita 19. i prve polovice 20. stoljeća. Kao kavana "Troccoli" (1887. – 1890.) poznata je kao žarište prvog nacionalnog buđenja u duhu Hrvatskog narodnog preporoda. Širenjem hotela na okolne zgrade nastala je viševolumenska cjelina jedinstvena po prožimanju stilova. Glavno pročelje iz 1887. historicističkog je sloga s tragovima baroknog klasicizma i secesijske dekoracije, dok istočno pročelje u Marulićevoj ulici pripada romaničkoj palači. U arheološkom sloju, značajna je činjenica da se pod sklopom hotela nalazi dobro očuvan završetak glavnog kanala kanalizacijskog sustava Dioklecijanove palače.
Nekad je bila u sastavu Turističko-ugostiteljske škole Split, kao objekt za poslovanje i kuhanje.

## Zaštita
Pod oznakom Z-5990 zavedena je kao nepokretno kulturno dobro - pojedinačno, pravna statusa zaštićena kulturnog dobra, klasificirano kao "profana graditeljska baština".